# Henschel Projekt 83
Die Tenderlokomotiven Projekt 83 der Frankfurt-Königsteiner Eisenbahn (FKE) und der Hersfelder Kreisbahn wurden für den gemischten Personen- und Güterzugbetrieb in zwei Exemplaren beschafft. Die 1954 von Henschel gebauten Lokomotiven hatten die Radsatzfolge 1’D1’ und ein Zweizylinder-Heißdampf-Triebwerk. Vor- und Nachlaufachse waren in Bisselgestellen gelagert.
Die Lokomotiven waren für die Beförderung aller Arten von Zügen auf der Frankfurt-Königsteiner Eisenbahn (FK) und der Hersfelder Kreisbahn (HKB) vorgesehen. Sie waren bis zu 20 Jahre in Betrieb. Eine Lokomotive wurde zuerst bei der EUROVAPOR und später bei der Wutachtalbahn erhalten.

## Geschichte
Die Lokomotive war Teil des nicht realisierten Projektes Baureihe 83 bei der Deutschen Bundesbahn. Zwei Lokomotiven wurden von Henschel hergestellt. Vermutlich wurden beide Maschinen für einen ausländischen Kunden gefertigt; dieses Geschäft kam aber nicht zustande. Henschel suchte im Inland nach Käufern.

### Hersfelder Kreisbahn
Eine Lok, die mit der Fabriknummer 25277, übernahm die Hersfelder Kreisbahn, bei der sie die Nummer 1II erhielt. Die Lokomotive war bis 1965 im Einsatz und wurde dann nach langer Abstellzeit nach Südafrika verkauft. Über den Verbleib der Lok gibt es keine Angaben, wahrscheinlich wurde sie in den 1960er Jahren verschrottet.

### Frankfurt-Königsteiner Eisenbahn
Da die vorhandenen Lokomotiven der ehemaligen Gattungen Preußische T 9.1 bzw. Pfälzische P 5 die schweren Pendlerzüge auf der Frankfurt-Königsteiner Eisenbahn nicht mehr bewältigen konnten und geeignete Diesellokomotivkonstruktionen noch nicht vorlagen, entschloss sich die FK, bei Henschel nochmals eine Dampflokomotive in Auftrag zu geben, und erwarb die Lokomotive mit der Fabriknummer 25263. Mit ihren vier gekuppelten Achsen und je einer Vor- und einer Nachlaufachse war die Lokomotive hervorragend für den schweren Vorortverkehr auf der steigungs- und kurvenreichen Frankfurt-Königsteiner Eisenbahn geeignet. Sie beförderte dabei Personenzüge mit bis zu sieben Dreiachsern. Die Lokomotive war 1966 in einen schweren Unfall verwickelt, in dessen Folge sie im Ausbesserungswerk in Frankfurt-Nied einer größeren Reparatur unterzogen werden musste. 1969 wurde die Lokomotive von der FK wegen Aufgabe des Dampfbetriebes außer Betrieb genommen. Die Lokomotive stand mehrere Jahre abgestellt und wurde dann an die EUROVAPOR verkauft. Ende 2012 gelangte die Lok in das Eigentum der Wutachtalbahn. Nachdem sie 2012 einen neuen Kessel erhalten hatte, kam sie ein Jahr später in das Dampflokwerk Meiningen und wurde betriebsfähig aufgearbeitet. Seither beförderte sie auf der Sauschwänzlebahn wieder Touristenzüge bis zum Herbst 2021. Der Kostenvoranschlag für die anstehende Hauptuntersuchung brachte bei dem Betreiber die Entscheidung, die Lok nicht weiter betreiben zu können. Stattdessen wurde sie zum Verkauf ausgeschrieben. Die Lok wurde 2023 von der Stiftung Deutsche Dampflokomotiven (SDD) gekauft, sie soll nach der Aufarbeitung zukünftig als 262 F-K wieder für Museumsfahrten auf der Königsteiner Bahn eingesetzt werden.